# Animateur jeu
 (janvier 2024).
Animateur jeu est l'un des deux métiers qui se pratiquent en ludothèque. Il s'exerce aussi dans d'autres lieux comme les centres sociaux, les écoles, les centres de vacances ou de loisirs, etc. La spécialisation dans le jeu permet d'apporter des réponses à partir de jeux et de jouets à des situations d'animations. Un animateur-jeu n'a pas pour mission d'assurer la responsabilité de gestion d'une ludothèque mais d'accueillir les différents publics ou d'aller au-devant d'eux. Il possède une bonne connaissance des publics et de leur besoin et une bonne connaissance de ses outils que sont les jeux et les jouets. Un animateur-jeu peut être amené à travailler avec des publics très variés dans les centres sociaux, les écoles, les hôpitaux, voire dans les centres de détentions.
Une formation spécifique pour le métier d'animateur-Jeu était proposée par le centre national de Formation aux Métiers du Jeu et du Jouet.